# سو هنري
سو هنري (بالإنجليزية: Sue Henry)‏ (19 يناير 1940، ألاسكا في الولايات المتحدة)؛ روائية أمريكية.

## روابط خارجية
- سو هنري على موقع IMDb (الإنجليزية)